# Les Verrières
Les Verrières (toponimo francese) è un comune svizzero di 652 abitanti abitanti del Canton Neuchâtel.

## Geografia fisica

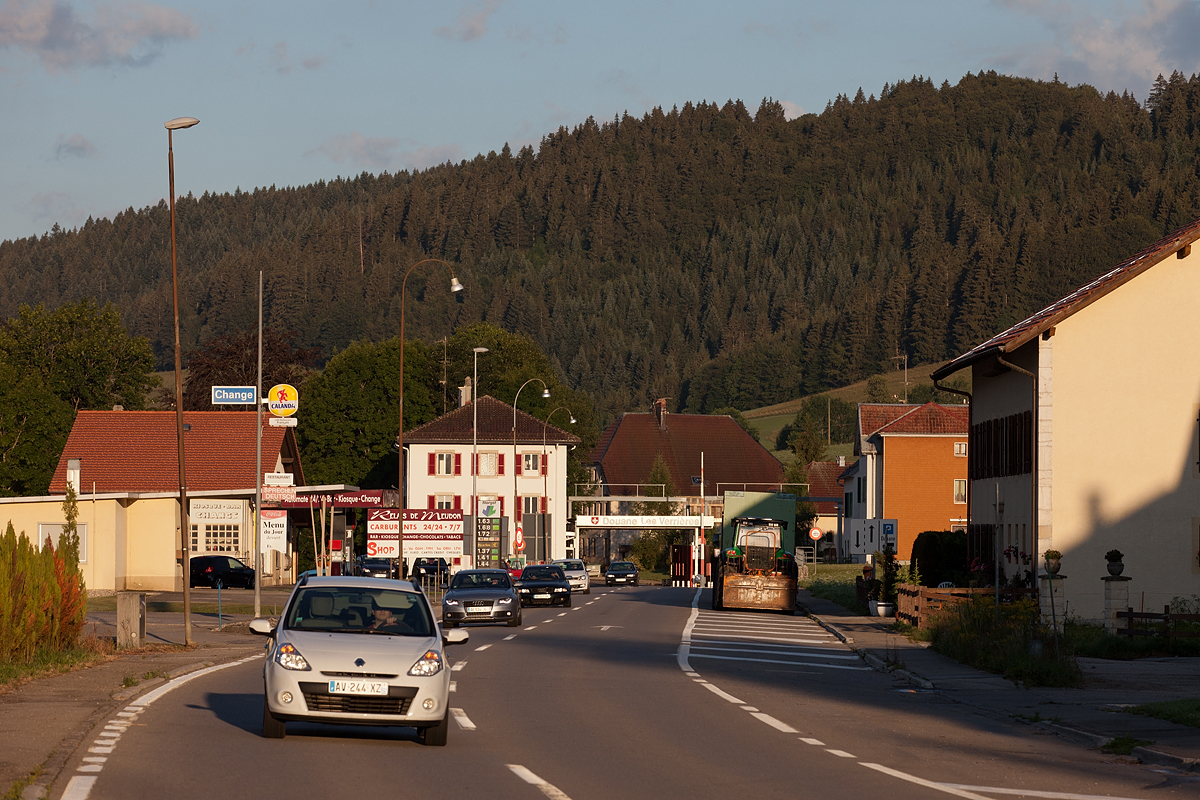
La dogana di Les Verrières

Il territorio di Verrières si estende nella Val-de-Travers sul massiccio del Giura lungo il confine tra la Francia e la Svizzera.

## Storia
Il comune di Les Verrières è stato istituito nel 1878.

## Monumenti e luoghi d'interesse
- Chiesa parrocchiale riformata di San Nicola, attestata dal 1324 e ricostruita prima del 1517[3];
- Cappella cattolica, eretta nel 1942[3].

## Società

### Evoluzione demografica
L'evoluzione demografica è riportata nella seguente tabella:
Abitanti censiti

## Geografia antropica

### Frazioni e quartieri
Le frazioni e i quartieri di Les Verrières sono:
- Les Cernets
- Les Verrières
  - Belle-Perche
  - La Croix-Blanche
  - Le Crêt
  - Le Grand-Bourgeau
  - Meudon
- Mont-des-Verrières

## Economia
L'economia locale si basa prevalentemente sul settore primario.

## Infrastrutture e trasporti

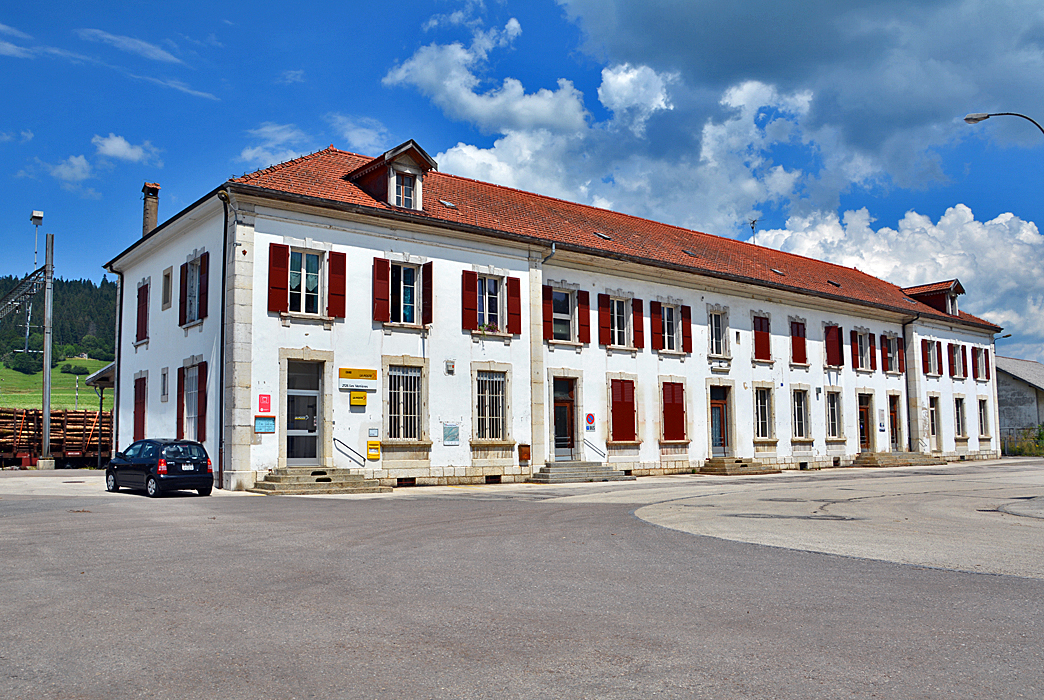
La stazione di Les Verrières

Les Verrières è il caposaldo d'itinerario della strada principale 10 ed servito dall'omonima stazione sulla ferrovia Neuchâtel-Pontarlier.